# Плавскин, Захарий Исаакович
Заха́рий Иса́акович (Ицко-Айзикович) Пла́вскин (1918—2006) — советский литературовед-испанист, переводчик, доктор филологических наук (1978).

## Биография
Родился в 1918 году в Мариуполе. В 1935 году поступил на филологический факультет Ленинградского университета. В 1938—1939 годах был переводчиком в интернациональной бригаде в Испании. В 1941 году окончил университет. В том же году вступил в ВКП(б).
В начале Великой Отечественной войны был заведующим отделом в газете «Смена», в 1944—1945 — военный переводчик, перед этим был разведчиком, выдавая себя за солдата испанской "Голубой дивизии". После войны вернулся на работу в Ленинградский университет. Читал курс истории зарубежной литературы. В 1951 году защитил кандидатскую диссертацию «Проблемы национального своеобразия драмы Возрождения в Испании (Лопе де Вега и его школа)», в 1978 году — докторскую диссертацию «Сатира Мариано Хосе де Ларры и проблемы публицистики ранних буржуазных революций в Испании».
Был членом Международной ассоциации сервантистов (исп. Asociación de Cervantistas) и Российской ассоциации испанистов.
Автор более 200 печатных работ. Основные работы посвящены испанской драме эпохи Возрождения, современной латиноамериканской литературе, русско-испанским литературным связям.
В 1994 году эмигрировал в США. Скончался в Нью-Йорке в 2006 году.

## Основные работы
Книги
- Прогрессивная поэзия Латинской Америки, Л., 1959;
- Лопе де Вега. 1562—1635, М. — Л., 1960;
- Николас Гильен. Критико-биогр. очерк, М. — Л., 1965;
- М. Х. де Ларра и его время: сатирическая публицистика ранних буржуазных революций в Испании. Л., 1977;
- Испанская литература XVII — середины XIX века. — М.: Высшая школа, 1978.
- Испанская литература XIX–XX веков. — М.: Высшая школа, 1982.
- Литература Испании IX–XV веков. — М.: Высшая школа, 1986.
- История зарубежной литературы XVII века / Под ред. З. И. Плавскина. — М.: Высшая школа, 1987.
- История зарубежной литературы XVIII века / Под ред. З. И. Плавскина. — М.: Высшая школа, 1991=.
- Ты меня умудряешь... (Старинная испано-еврейская поэзия)- Нью-Йорк: Mir Collection, 1996
- Испанская инквизиция. Палачи и жертвы.-С.-Петербург: Дмитрий Буланин, 2000
- Литература Испании. От зарождения до наших дней. Том I-IX-XVIII вв.-СПб: СПбГУ, 2005. Том 2-XIX-XX вв.-СПб: СПбГУ, 2009.

Статьи
- «Строфы Хуана Панадеро» Рафаэля Альберти // «Уч. зап. ЛГУ», серия филологич. наук, 1955, № 184, в. 22;
- О «комедии характеров» Аларкона // Романо-герм. филология, Л., 1957;
- «Сервантес в России», в кн.: «Мигель де Сервантес Сааведра. Библиография…», 1959;
- Лопе Ф. де Вега Карпьо в России // «Лопе де Вега. Библиография…», 1962;
- Лопе де Вега и Шекспир // Шекспир в мировой лит-ре, М. — Л., 1964.